# Evixion
Pour plus de détails, voir Fiche technique et Distribution.
Evixion est un film canadien réalisé par Bashar Shbib, sorti en 1986.
Ce long-métrage de fiction, tourné en janvier 1986, met en scène des locataires d’un appartement décrépi qui font face à l’éviction .

## Synopsis
Un assemblage hétéroclite de locataires marginaux tente de résister aux manigances d'un  propriétaire qui essaie de les expulser de leurs logements. Les personnages s'espionnent, s'infiltrent les uns chez les autres, se volent, s'aiment, se jalousent.

## Fiche technique
- Titre : Evixion
- Réalisation : Bashar Shbib
- Scénario : Bashar Shbib, Claire Nadon, Daphna Kastner, Stephen Reizes
- Production : Bashar Shbib
- Photographie : David Wellington (en)
- Montage : Bashar Shbib
- Musique : Francois Giroux, Liver (Jean-Robert Bisaillon) et Gaëtan Leboeuf, Jean-Noël Bodo
- Pays d'origine :  Canada
- Langue : anglais
- Durée : 78 min
- Dates de sortie : 
  -  Canada :28 août 1986[2].

## Distribution
- Blue : Roland Smith
- Rose : Claire Nadon
- Kennon : Kennon Raines
- Papa : Pierre Curzi
- Jimmy Sex : Piotr Lysak
- Landlord : Jean-Claude Gingras [3].

## Origine et production
En janvier 1986, Bashar Shbib a loué, pour 1$, un immeuble abandonné dans lequel il a dormi pendant la durée du tournage afin de garder sous surveillance le matériel qu’il avait emprunté. L'idée du film lui est venue après avoir été expulsé de chez lui deux fois en cinq ans.

## Diffusion et réception
Evixion est sorti au Festival des films du monde de Montréal le 28 août 1986, et a également été diffusé aux Rendez-vous du cinéma québécois.
Le film a plusieurs fois été critiqué pour son manque d’intrigue, mais a néanmoins été reconnu pour le choix de sujets marginaux.
Evixion reste un des films les plus connus du cinéaste, ainsi que le film qui l'a révélé au Québec .

## Style et genre
Le film ne comprend qu’un personnage parlant, une punk qui récite des poèmes. Le sujet est traité avec humour, et certains critiques y voient même du slapstick,. 
D'après Pierre Véronneau, de la revue Cinémas, Evixion « mélange l’expérimental et la caricature ».